# 除染車

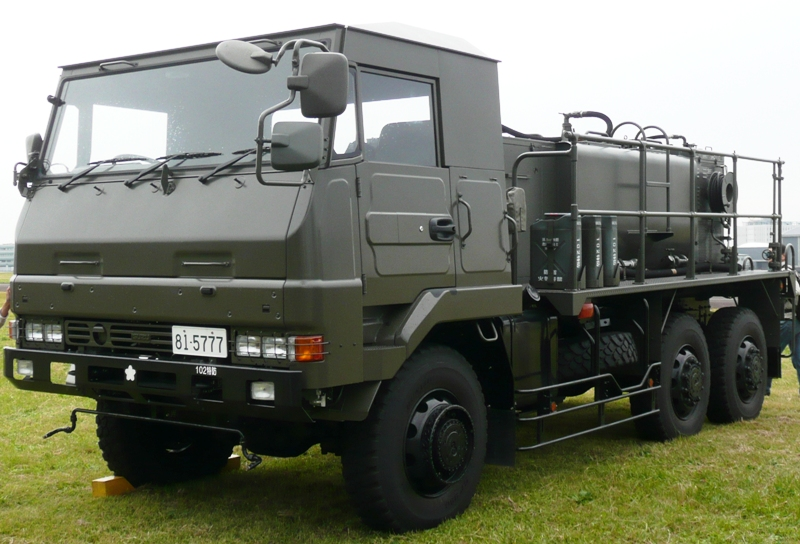
除染車

除染車（じょせんしゃ）は、自衛隊の装備品の1つである。陸上自衛隊の化学科に配備されるほか、航空自衛隊にも配備される。

## 特徴
73式大型トラックに2500Lの水槽と加温装置を搭載し、車体の前後には除染剤の散布ノズルを増設している。地域、施設等の大規模な除染作業に使用される。化学防護車に見られるような中性子線や有害物質から乗務員を保護するための機器は装着されていない。
73式大型トラックでは幌になっている部分が、ハードルーフに変更されている。

## 製作
- いすゞ自動車（シャーシ部）
- 東急車輛（タンク部）
- 日立造船（現JMUディフェンスシステムズ）（加温部）

## 出動
地下鉄サリン事件（1995年3月20日）の際に、サリンに汚染された地下鉄車両の消毒作業を実施するために出動した。
また、阪神・淡路大震災や東日本大震災などの災害派遣では防疫消毒作業を実施するために使用されたほか、スマトラ島沖地震などの海外派遣の際にも防疫活動などで使用されている。

## 登場作品

### 映画
『ガメラ2 レギオン襲来』
日本映画初登場。第11師団司令部付隊化学防護小隊所属車両が、冒頭で北海道に落下した隕石と5日後に札幌市に出現した草体および札幌市営地下鉄構内を調査するため、真駒内駐屯地から出動する。
『ゴジラシリーズ』
『ゴジラ×メカゴジラ』
第1化学防護隊所属車両が登場。冒頭にて、千葉県館山市で行われていた特生自衛隊の極秘任務を支援する。
『シン・ゴジラ』
ゴジラが放出した放射性物質の除染作業を立川広域防災基地入口にて実施する。

## ギャラリー
- 除染車が散水しつつ走行（訓練展示）

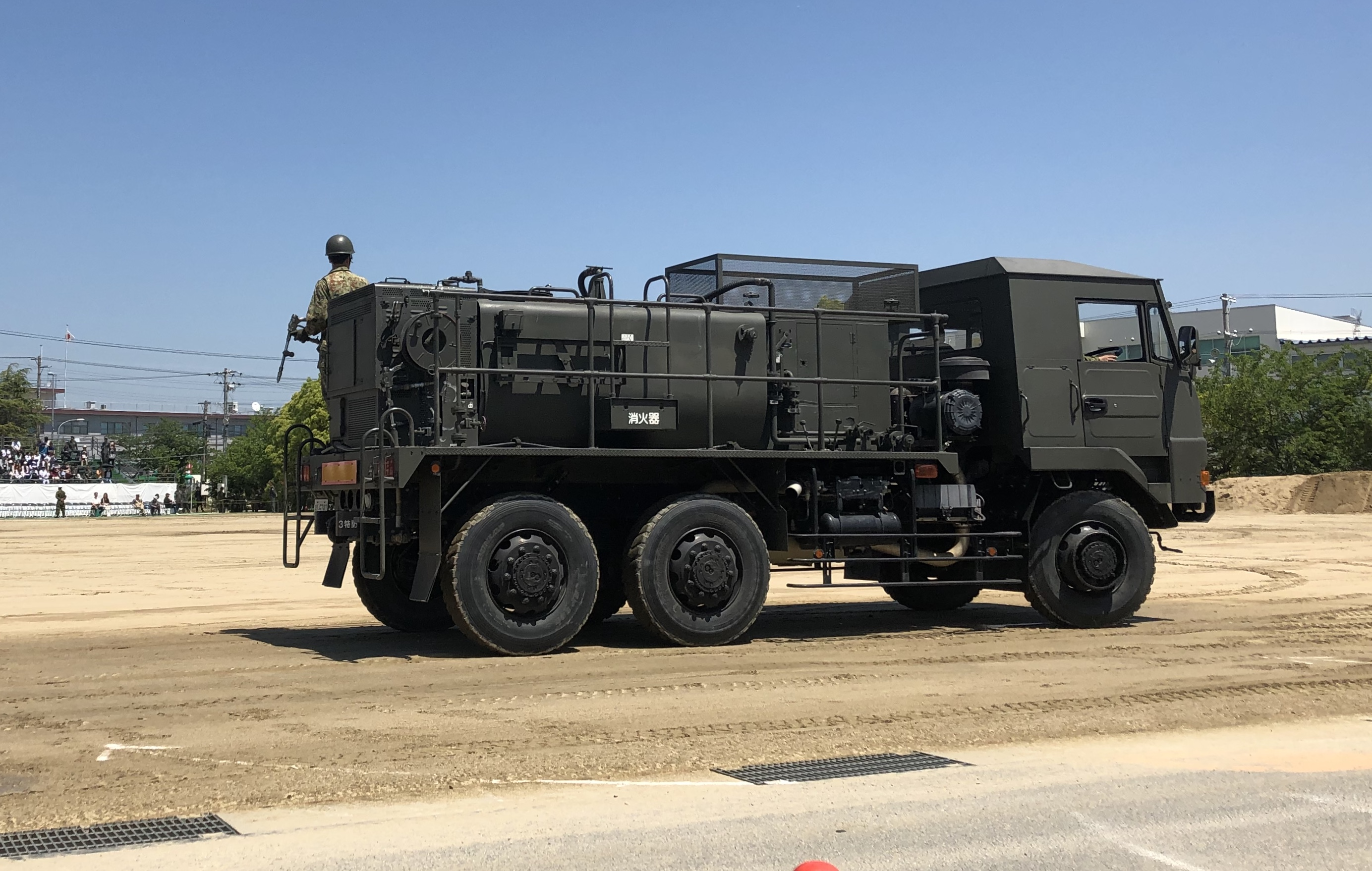
陸上自衛隊 除染車
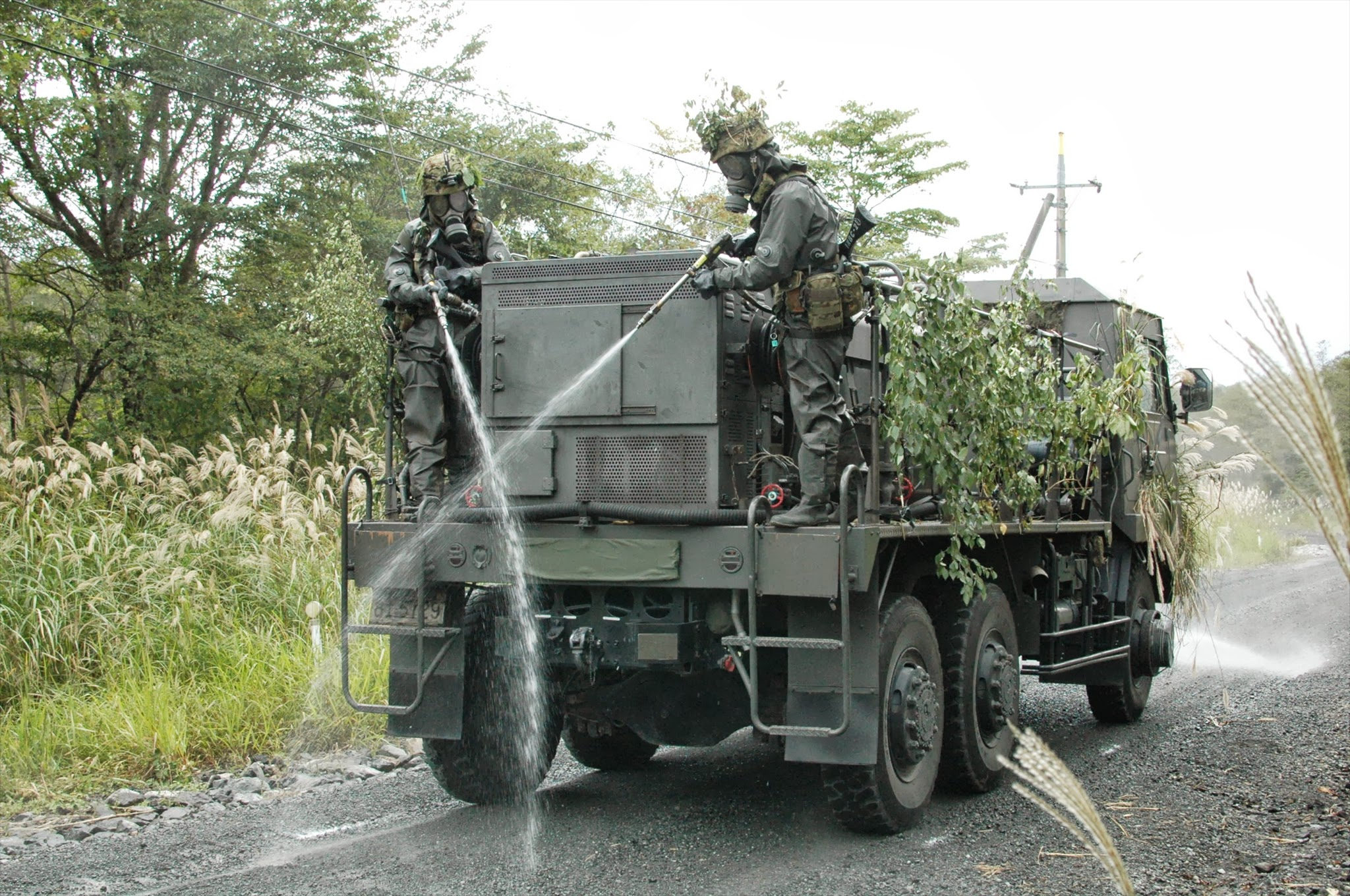
訓練検閲 除染
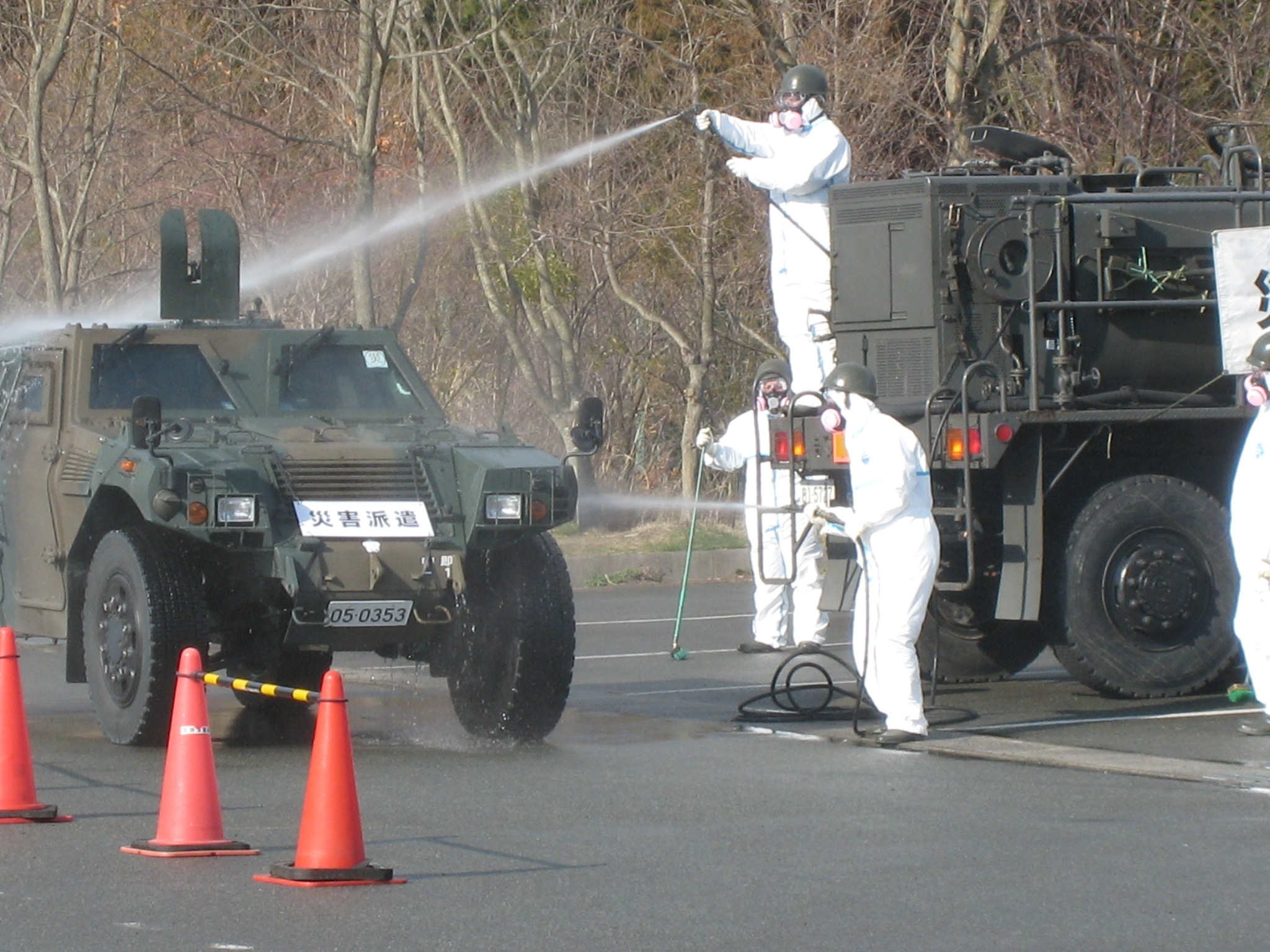
情報収集後の装甲車の除染（JV） 東日本大震災における災害派遣活動
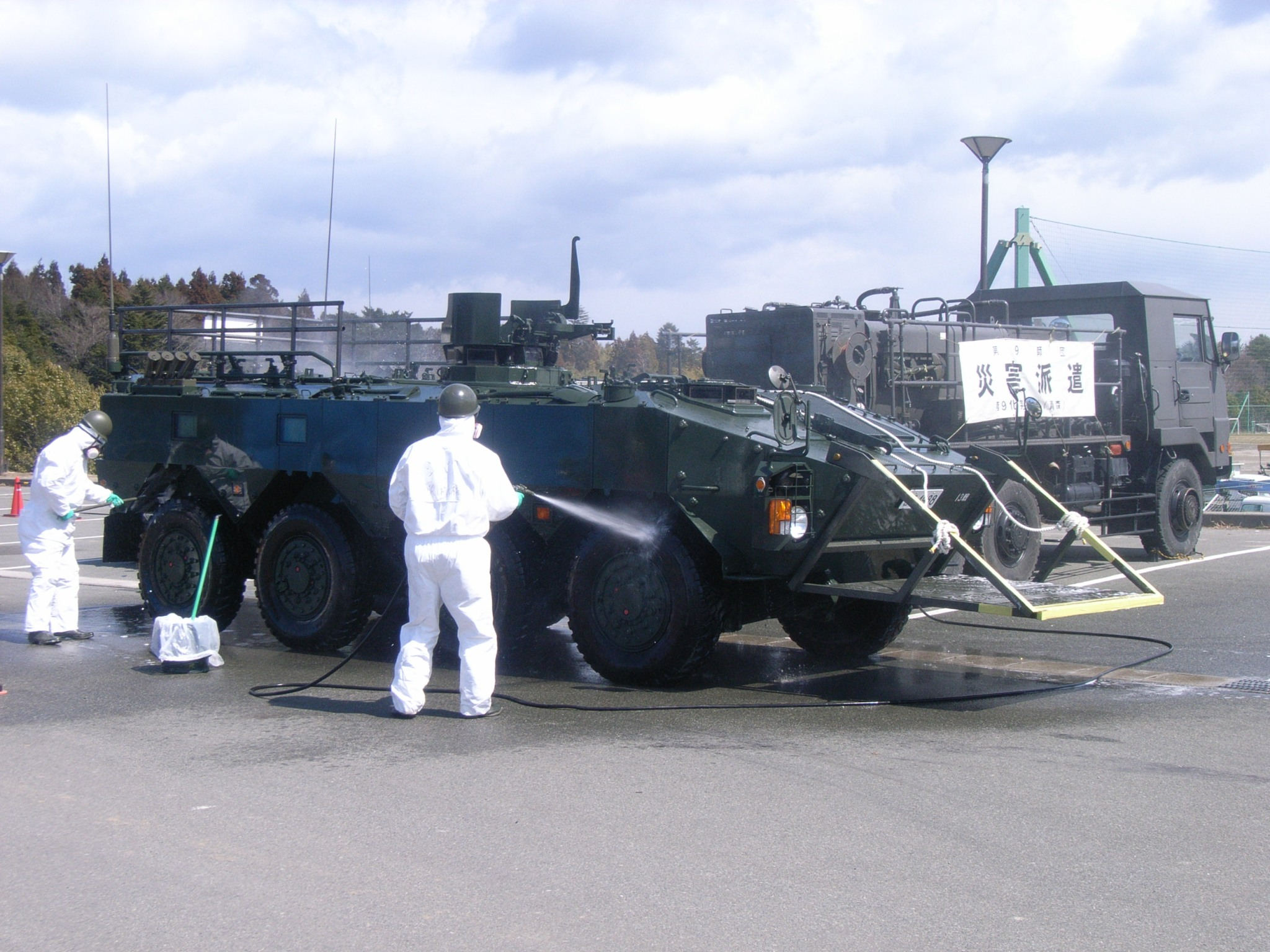
装甲車の除染 東日本大震災における災害派遣活動